# Cambridge (Nuova Zelanda)
Cambridge è un centro abitato della Nuova Zelanda, situato nella regione di Waikato, sull'Isola del Nord.